# Quercus rugosa
Quercus rugosa Née – gatunek rośliny z rodziny bukowatych (Fagaceae Dumort.). Występuje naturalnie w południowych Stanach Zjednoczonych (w Arizonie, Nowym Meksyku oraz Teksasie), Meksyku oraz Gwatemali. 

## Morfologia

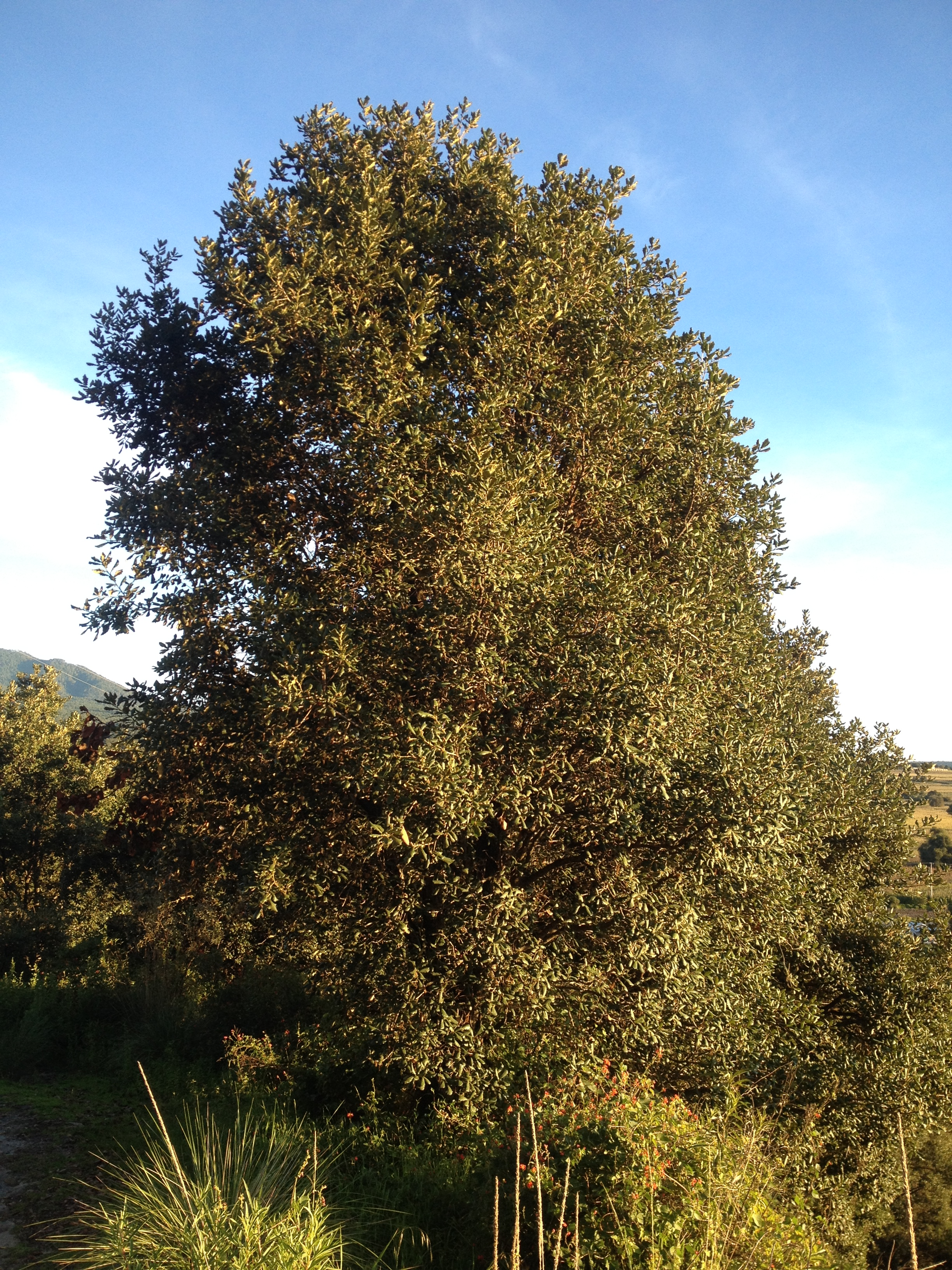
Pokrój

PokrójZimozielone drzewo lub krzew. Kora ma brązową barwę i jest łuskowata.
LiścieBlaszka liściowa jest skórzasta i ma odwrotnie jajowaty, okrągławy, eliptyczny lub podługowaty z wcięciami po bokach (w kształcie liczby „8”) kształt. Mierzy 10 cm długości oraz 7 cm szerokości, jest całobrzega lub ząbkowana przy wierzchołku, zawinięta na brzegu, ma sercowatą nasadę i zaokrąglony wierzchołek. Ogonek liściowy jest nagi i ma 7 mm długości.
OwoceOrzechy zwane żołędziami o kształcie od jajowatego do eliptycznego, dorastają do 20 mm długości i 15 mm średnicy. Osadzone są pojedynczo w miseczkach w kształcie kubka, które mierzą 9 mm długości i 15 mm średnicy. Orzechy otulone są miseczkami do połowy ich długości.

## Biologia i ekologia
Rośnie na zalesionych stokach. Występuje na wysokości od 2000 do 2500 m n.p.m.